# Chasmacephala tristis
Chasmacephala tristis är en insektsart som beskrevs av Ronald Gordon Fennah 1945. Chasmacephala tristis ingår i släktet Chasmacephala och familjen Tropiduchidae. Inga underarter finns listade i Catalogue of Life.